# Cardamine franchetiana
Cardamine franchetiana är en korsblommig växtart som beskrevs av Friedrich Ludwig Diels. Cardamine franchetiana ingår i släktet bräsmor, och familjen korsblommiga växter. Inga underarter finns listade i Catalogue of Life.